# Polo Lugones
Leopoldo Lugones (hijo) (Buenos Aires, 1897 - Buenos Aires, 1971), también conocido como Polo Lugones, fue un escritor, policía y político argentino, hijo del importante escritor Leopoldo Lugones. Fue jefe de la Sección de Orden Político de la Policía de la Capital durante la dictadura de José Félix Uriburu; fue acusado de aplicación de tormentos a opositores políticos durante el ejercicio de dicho cargo.

## Biografía
Nació en Buenos Aires en 1897, único hijo del poeta Leopoldo Lugones y su esposa Juana González, casados en Córdoba el año anterior.
En 1923, con 26 años, se casó con Carmen Aguirre, de 15, hija del compositor Julián Aguirre. Tuvieron dos hijas: Carmen y Susana. La pareja se separó a los pocos años.

## Cargos públicos y acusaciones de tortura
En 1926 fue designado por decreto del presidente Marcelo T. de Alvear director del Reformatorio de Menores Abandonados y Delincuentes en Olivera, Partido de Luján, en reemplazo de Ismael Guerrero Cárpena. Permaneció en ese cargo hasta el 11 de octubre de 1930, en que el presidente de facto José Félix Uriburu le aceptó la renuncia por decreto. Erróneamente se ha afirmado que Lugones (h) fue exonerado durante la segunda presidencia de Hipólito Yrigoyen (1928 - 1930) o que fue indultado por éste por delitos cometidos en el cargo, lo que no coincide con su permanencia documentada en dichas funciones ni con la inexistencia de un decreto presidencial, requerido para el indulto según el artículo 83, inciso 6°, de la Constitución entonces vigente.
El 21 de octubre de 1930, Uriburu lo nombró Comisario Inspector pese a no haber pertenecido antes a una fuerza policial. Los fundamentos del decreto sostenían: "Que desde el día 6 de septiembre del corriente año colaboró, ad-honórem, muy eficazmente, en el Departamento de Policía de la Capital, en cuanto asunto se le encomendó (...) Que es notoria su versación en materia social, lo que lo habilita a desempeñar sin mayor práctica previa en asuntos policiales".
Tras su nombramiento como Comisario Inspector fue asignado como Jefe de la Sección de Orden Político de la Policía de la Capital, organismo encargado de dirigir una brutal represión contra opositores políticos y oficiales del ejército sospechados de conspirar contra el gobierno provisional, algunos de grado tan alto como el general Ernesto Baldassarre.
Las torturas y la participación directa de Lugones (h) en ellas fueron crudamente descriptas en la obra El martirologio argentino, de Carlos Giménez, y en el diario Crítica. Este medio había sido clausurado por la dictadura el 6 de mayo de 1931 y reanudó su publicación el 20 de febrero de 1932, fecha en que asumió el poder el presidente Agustín Pedro Justo. El ejemplar de ese día fue dedicado en gran medida a detallar las torturas aplicadas por la Sección Orden Político en los sótanos de la Penitenciaría Nacional, con constantes menciones a Lugones, llamado reiteradamente el anormal y del cual se publica un enorme retrato bajo el título "Estudio clínico psiquiátrico de Leopoldo Lugones (h)" donde varias flechas señalan distintas partes de su fisonomía que constituirían "rasgos clásicos del perverso instintivo" siguiendo las tesis lombrosianas. Hacia la parte inferior de la foto se superpuso una imagen del famoso homicida serial Cayetano Santos Godino con la leyenda: "Santos Godino, 'el Petiso Orejudo', cuya caracterología es la más aproximada a la de Leopoldo Lugones (hijo)".
Además de enumerar a los torturadores y a muchas de las víctimas, Crítica también efectuó una descripción pormenorizada de los métodos de tormento aplicados por los responsables de Orden Político. No figura entre ellos la picana eléctrica, pese a lo cual Lugones (h) terminó por quedar asociado en la cultura popular y en diversas publicaciones como promotor, o incluso inventor, de ese método.

## Obras
Además de escribir en el matutino Bandera Argentina (1932 - 1945) junto a José María Rosa (hijo), Benjamín Villafañe, Carlos Ibarguren, Juan P. Ramos, y Manuel Rojas Silveyra, y de prologar las reediciones póstumas de las obras de su padre, Lugones (h) publicó los siguientes libros:
- La Argentina entre 1820 y 1890 (Ediciones Centurión, Buenos Aires 1948).
- Mi padre. Biografía de Leopoldo Lugones (Ediciones Centurión, Buenos Aires 1949).
- Selección de verso y prosa de Leopoldo Lugones. Estudio biográfico y crítico de la obra. Notas y vocabulario razonado (Editorial Huemul, Buenos Aires 1971).

## Fallecimiento
Se suicidó el 18 de noviembre de 1971. Luego de dispararse en el cuello, abrió la hornilla del gas para asfixiarse.